# Acodontaster hodgsoni
Acodontaster hodgsoni är en sjöstjärneart som först beskrevs av Bell 1908.  Acodontaster hodgsoni ingår i släktet Acodontaster och familjen Odontasteridae.

## Underarter
Arten delas in i följande underarter:
- A. h. stellatus
- A. h. hodgsoni